# Вільям Коен
Вільям Себастьян Коен (англ. William Sebastian Cohen; нар. 28 серпня 1940, Бангор, штат Мен) — американський юрист, політик і державний діяч, міністр оборони США в адміністрації президента Клінтона (1997–2001).

## Біографія
Вільям Коен народився в місті Бангор в штаті Мен в родині єврейського іммігранта з Росії пекаря Реувена Коена і Клари Коен, ірландської протестантки. Після закінчення середньої школи в Бангорі в 1958 році навчався в Боудін-коледжі вивчаючи латинь і закінчив його з відзнакою в 1962 році, отримавши ступінь бакалавра. Після цього Коен навчався в школі права Бостонського університету, закінчивши її також з відзнакою в 1965 році.
Після закінчення навчання Коен працював юристом в Бангорі, викладав бізнес-адміністрацію в Університеті Мену (1968–1972). Був обраний до міської ради, а в 1971 році став мером Бангора.
На виборах 1972 Коен був обраний до Конгресу США. Працюючи в Конгресі, брав участь у розслідуванні Вотергейтського скандалу, голосував за імпічмент Річарда Ніксона. Був переобраний до Конгресу. У 1978 році обраний до Сенату США, переобраний в 1984 і 1990 роках. Працюючи в Сенаті, був членом комітету з військових справ, комітету з розвідки і комітету з урядових справах.
У січні 1997 року призначений на пост міністра оборони США переобраним на другий термін президентом Клінтоном. Під час роботи Коена почався процес розширення НАТО з включенням в нього Польщі, Угорщини та Чехії, була створена рада Росія — НАТО.
У 2001 році вийшов у відставку.